# Muscolo plantare
Nell'anatomia umana il muscolo plantare è un muscolo della gamba posteriore.

## Anatomia
Origina dal ramo laterale della linea aspra e dalla capsula articolare del ginocchio, decorre quindi tra  il muscolo soleo e il muscolo gastrocnemio e si inserisce sulla faccia mediale del calcagno. Si tratta di uno dei 3 muscoli  superficiali della parte posteriore della gamba. Di piccole dimensioni, non è presente in circa il 10% dei casi e può essere doppio.
Svolge una funzione simile a quella del tricipite della sura.